# Leptogorgia arbuscula
Leptogorgia arbuscula är en korallart som först beskrevs av Philippi 1866.  Leptogorgia arbuscula ingår i släktet Leptogorgia och familjen Gorgoniidae. Inga underarter finns listade i Catalogue of Life.